# Щелканово (Смоленская область)
 Щелканово — деревня в Смоленской области России, в Монастырщинском районе. Население — 11 жителей (2007 год). Расположена в центральной части области в 20 км к северо-востоку от Монастырщины, в 15 км к западу от автодороги А141 Орёл — Витебск на реке Полне. Входит в состав Барсуковского сельского поселения.

## История
В прошлом владельческое село Краснинского уезда. История деревни тесно связана с родом смоленских дворян Колечицких, до перехода на службу к русскому царю Алексею Михайловичу служивших Речи Посполитой. В «Списке осаждённом царём Алексеем Михайловичем в Смоленске в 1654 году» значатся «Ян и Андрей Колечицкие с Щелкановщины». Это сыновья Григория Колечицкого, которому в начале XVII века польским царём Владиславом IV были пожалованы «военные заслуги имения Смоленского воеводства в Ивановском стану».
В 1682 году Андреем Колечицким построена деревянная церковь (перенесена в новое строение в 1777) недалеко от усадебного дома. В середине XIX века селом владеет отставной полковник Пётр Петрович Колечицкий. В 1840-х годах он строит новый усадебный дом и расширяет парк. В 1847 году он строит церковь в стиле позднего классицизма (сохранилась поныне). Умер Пётр Петрович в 1870 году, после его смерти село переходит во владения дальним родственникам, дворянам Верховским. Дети первого хозяина Никандра Верховского были людьми весьма известными, дочь Лидия Никандровна — известная русская художница, сын Юрий — русский поэт-символист. Совместно со своим братом Вадимом Юрий устраивает в селе своего рода литературный салон, где в летнее время в 1903—1907 собирались молодые поэты и писатели из Санкт-Петербурга и Москвы. В 1905 году в Петербурге был издан сборник стихотворений с подписью на обложке: «Издательство Щелканово». В нём были стихотворения как самих братьев Верховских, так и таких известных литературных деятелей, как М. А. Кузмин, В. М. Волькенштейн, В. Р. Менжинский.
В 1918 году имение национализировали. В настоящее время сохранились остатки парка и церковь.

## Достопримечательности
- Памятник архитектуры: Казанская церковь, 1847 год.